# Болехово (Великопольське воєводство)
Болехово (пол. Bolechowo, нім. Bolchau) — село в Польщі, у гміні Червонак Познанського повіту Великопольського воєводства.
Населення — 378 осіб (2011).
У 1975-1998 роках село належало до Познанського воєводства.

## Демографія
Демографічна структура станом на 31 березня 2011 року:
|          | Загалом | Допрацездатний вік | Працездатний вік | Постпрацездатний вік |
| -------- | ------- | ------------------ | ---------------- | -------------------- |
| Чоловіки | 189     | 41                 | 138              | 10                   |
| Жінки    | 189     | 43                 | 106              | 40                   |
| Разом    | 378     | 84                 | 244              | 50                   |